# بيرسونيا تيرميناليس
بيرسونيا تيرميناليس (الاسم العلمي: Persoonia terminalis) هو نوع من أنواع الشجيرات موطنه الأصلي شمال ولاية نيوساوث ويلز وجنوب ولاية كوينزلاند شرق أستراليا.